# ルツェルン
ルツェルン（標準ドイツ語: Luzern[luˈtsɛrn] ( 音声ファイル)、スイスドイツ語: Lozärn、フランス語：Lucerne）は、スイス中部のルツェルン州に属する基礎自治体（アインヴォーナーゲマインデ）で、同州の州都。ルツェルン湖（Vierwaldstättersee）の湖畔に位置し、ピラトゥス山とリギ山を臨む場所に位置する。
ドイツ語圏に属するが、現地のスイスドイツ語（アレマン語）では「ロツェルン」（Lozärn）と呼ばれる。また、現在の標準ドイツ語では「ルツェアン」とも発音される。
毎年8月から9月にルツェルン音楽祭が行われることでも知られる。
FCルツェルンの本拠地がある。

## 歴史
ルツェルンの創建については公式の記録はないが、ローマ時代、またはそれ以前には小さな集落があったと考えられている。8世紀にサン・レオデガー修道院が創建され、840年に"Luciaria" という名前が記録されている。その後、ロイス橋周辺で市（いち）がたつようになったが、現在の歴史家は行政権が修道院から市民の手に渡った1178年がルツェルンの誕生した年と見ている。
13世紀にゴッタルド峠を越える道が開通したことにより、ルツェルンは重要な交易地となった。当時アルザスのムルバッハ修道院がサン・レオデガー修道院を所有していたが、1291年にハプスブルク家のルドルフが諸権利を買い取ったため、ルツェルンの自治が圧迫されてきた。
そのため、ルツェルンは近接するウーリ、シュヴィーツ、ウンターヴァルデンの原初三邦に接近し、1332年に同盟を成立させた。この1332年という年は、都市の住民と農村の住民が手を携えたという点で、スイスの歴史においても大きな意味を持つ。
ルツェルン周辺地域の支配強化を試みたハプスブルク家に対し、ルツェルンと原初三邦は1386年のゼンパッハの戦いでハプスブルク家の軍隊を打ち破った。以後ハプスブルク家はスイス内の領地を次々に失い、ルツェルンはスイス建国の歴史に大きな役割を果たした町としてその名を刻むことになる。1408年に完成したムゼック市壁は、スイスで最も大きく、保存状態の良い市壁である。
2007年6月17日、隣接自治体のリタウで住民投票が行われ、2010年1月1日にルツェルンへ吸収合併することが合意された。吸収合併によりルツェルンは人口約79,000人（当時）となり、スイスで7番目の都市となった。
2021年冬季ユニバーシアードの開催地。

## 宗教
2012年の調査では、キリスト教が73% (カトリック教会55% 、プロテスタント13%、他のキリスト教諸派5%)、イスラム教が4%、その他の宗教が4%、不明が19%となっている。

## 観光

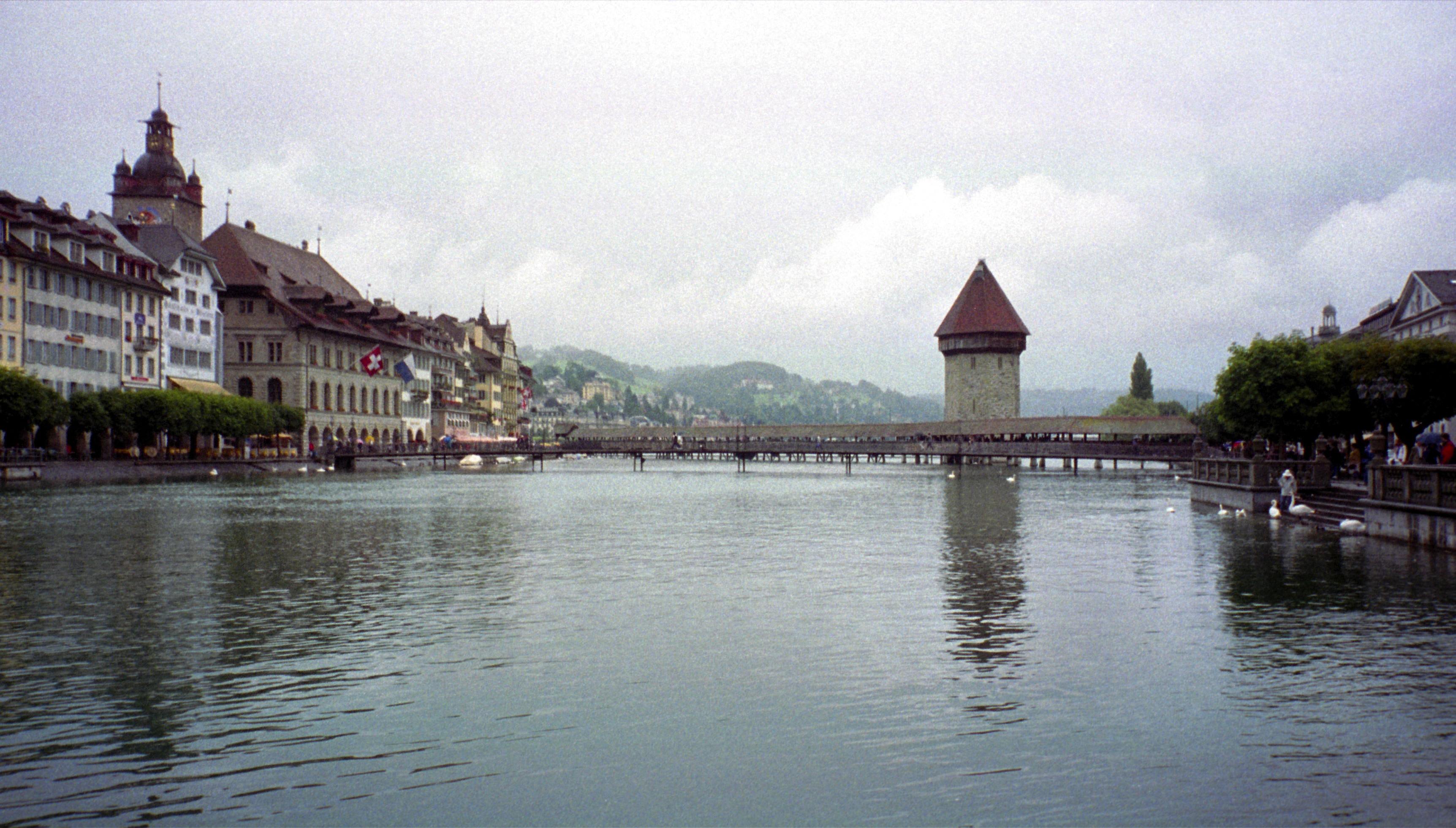
カペル橋

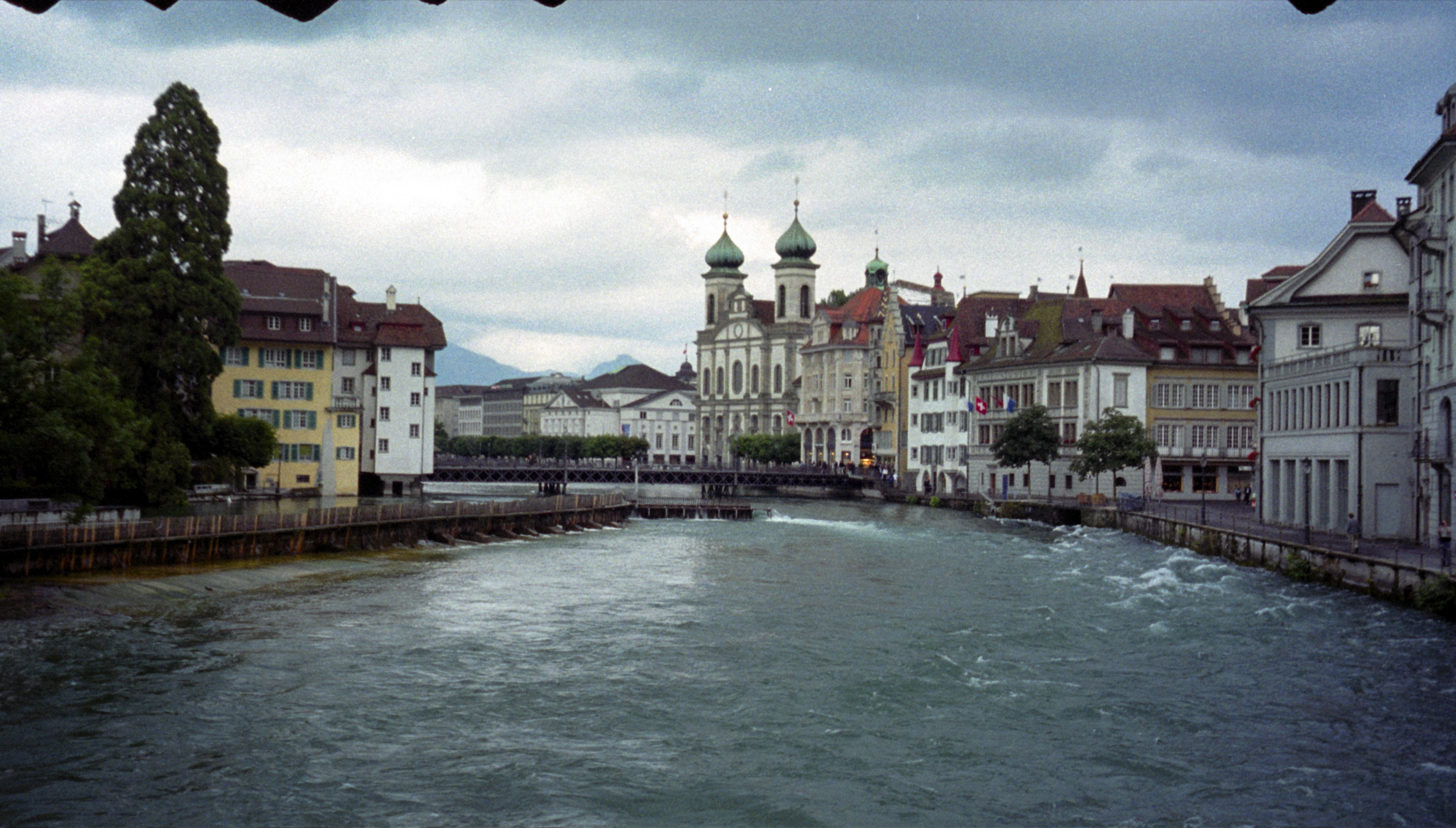
イエズス教会

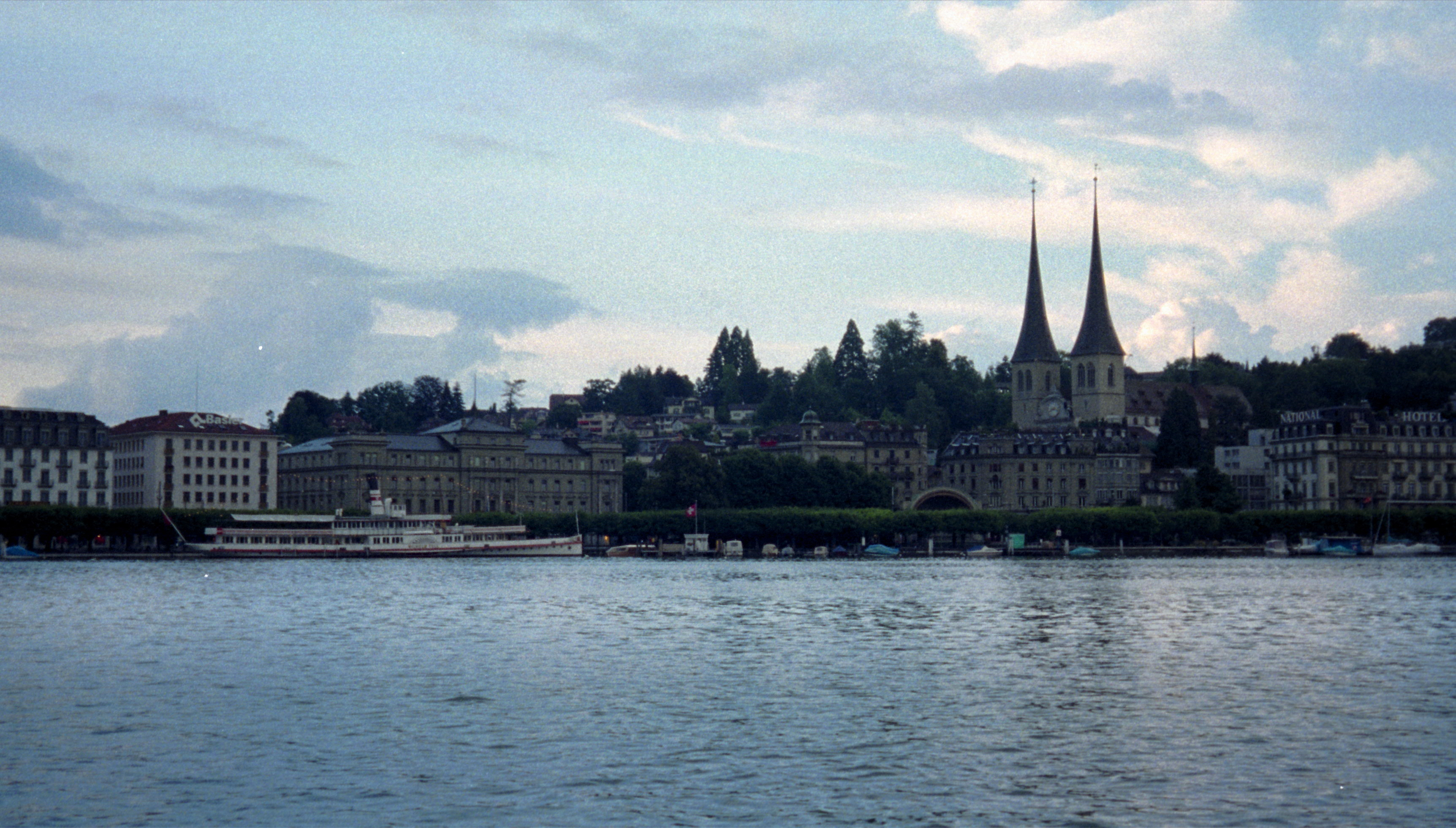
ホーフ教会

スイス中央に位置するルツェルンは、フィアヴァルトシュテッテ湖（ルツェルン湖）とピラトゥス山やリギ山に囲まれたスイス有数の観光都市である。チューリヒとインターラーケンを結ぶ幹線上にあり、ロイス川が流れる町中は見どころも多い。
- カペル橋：14世紀にロイス川に作られた屋根付き木造の橋。城砦の一部として建造された。八角形のヴァッサートゥルムとともにルツェルンのシンボルになっている。橋の天井部分には、ルツェルンとスイスの歴史やルツェルンの守護聖人にまつわる伝説などを描いた絵が架けられている。1993年8月の火災により、橋の大部分が焼失したが、1994年4月に再建された。カペル橋に繋げられた八角形のヴァッサートゥルムはカペル橋より早い時期の1300年頃に建てられたもの。もともと見張り台として建てられたが、その後、文書や宝物の保管庫、牢獄、拷問部屋などに利用された。
- ライオン記念碑：1792年、フランス革命時にパリのテュイルリー宮殿でブルボン王家を守り、勇敢な死を遂げたスイス傭兵を偲んで作られた記念碑。ルツェルン市内、ホーフ教会近くの砂岩の岩壁を削って作られた。
- シュプロイヤー橋：カペル橋同様、市壁の一部としてロイス川にかかる屋根付きの橋で、建造は1408年。17世紀のカスパール・メグリンガーの制作による「死の舞踏」の板絵が飾られている。
- ホーフ教会：スイス有数のルネッサンス様式の教会でルツェルン市民の信仰の場となっている。元々8世紀にベネディクト派の修道院として建てられた。火事で焼失の後、1645年に再建された。
- イエズス教会：スイスで最初のイエズス会様式の教会。1666年築。
- ムゼック市壁：ロイス川の右岸、ルツェルン旧市街の北側に残る市壁で、建造は1386年。合計9つの見張り台とともに建造当時の姿を留めている。
- リヒャルト・ワーグナー記念館：ドイツの作曲家、リヒャルト・ワーグナーが1866年から1872年まで、家族とともに過ごした邸宅で、ルツェルン近郊のトリプシェンにある。ワーグナーが使用していたさまざまな私物や、楽譜、楽器などが展示されている。
- ルツェルン・カルチャー・コングレスセンター(KKL)：ルツェルン湖畔にたたずむ複合文化センターで、コンサートホール、コンベンションセンター、ルツェルン美術館などが入っている。フランスの建築家ジャン・ヌーヴェルの設計。
- スイス交通博物館：ヨーロッパを代表する交通博物館のひとつで、陸、海、空と交通機関の歴史を紹介している。
- グレッチャーガルテン（氷河公園）：2万年前の氷河期にできた巨大な穴や、氷河によって運ばれた石の他、地質学、科学的観点から氷河に関する情報を紹介している。

## 出身者
- アルベルト・フェルバー：ピアノ奏者
- アルミン・ジョルダン：指揮者
- ヴァレンティン・シュトッカー：サッカー選手
- エディト・マティス：ソプラノ歌手
- クラウディオ・カスタニョーリ：プロレスラー
- グロリア・モーガン・ヴァンダービルト：
- ステファン・リヒトシュタイナー：サッカー選手
- テルマ・ファーネス：イギリス国王エドワード8世の愛人
- ハンス・ウルス・フォン・バルタサル：カトリック教会の司祭、神学者
- フリッツ・ブルン：作曲家・指揮者
- ヨハン・シサット：イエズス会の数学者、天文学者

## 姉妹都市
- ポツダム、ドイツ